# Société ethnologique de Paris
Die Société ethnologique de Paris (Pariser ethnologische Gesellschaft) wurde 1839 von dem in der britischen Kronkolonie auf Jamaika geborenen William Frédéric Edwards (1777–1842) gegründet, der auch ihr erster Präsident war. Die kurzlebige, aber einflussreiche Gesellschaft hatte ein breites Programm.

Ihr Ziel war das Studium der 

„organization of human races, their intellectual and moral character, their languages and historical traditions, so as to constitute upon these veritable bases the science of ethnology. / dt. Organisation der menschlichen Rassen, ihr intellektueller und moralischer Charakter, ihre Sprachen und historischen Traditionen, um auf diesen wahren Grundlagen die Wissenschaft der Ethnologie zu begründen.“

Edwards’ von dem französischen Historiker Amédée Thierry beeinflusste Schrift Des caractères physiologiques des races humaines considérés dans leurs rapports avec l'histoire (1829) wird von Historikern des Rassismus allgemein als "die Geburtsurkunde der modernen Rassentheorien" angesehen.
Die Gesellschaft war bis zum Ende der Julimonarchie aktiv, dann führten politische Ereignisse zu ihrem Niedergang. Sie publizierte bis 1847. Ihre wichtigste und ausführlichste Debatte wurde auf mehrere Sitzungen im Jahr 1847 verteilt und befasste sich mit dem Verhältnis zwischen der weißen und der schwarzen Rasse, in einem zunehmend turbulenten Kontext im Zuge der Debatten über die Abschaffung der Sklaverei. In dieser Diskussionsreihe verteidigte Victor Schœlcher, der Hauptverantwortliche für die sofortige Abschaffung im Jahr 1848, seine Positionen zugunsten einer kompromisslosen Abschaffung und legte seine egalitären Ansichten dar.
Unter den Mitgliedern der Gesellschaft waren prominente Saint.Simonianer, darunter Gustave d’Eichthal und Ismayl Urbain.
Nach einer Zeit längerer Inaktivität wurde die Gesellschaft 1862 aufgelöst.
Die Gründung der Ethnologischen Gesellschaft in New York und der Ethnologischen Gesellschaft in London folgte der der Société ethnologique de Paris innerhalb einiger Jahre.
Als Paul Broca 1859 die Société d’anthropologie de Paris gründete, griff er auf die Definition zurück, die Edwards der Ethnologie gegeben hatte.
In der von dem deutschen Geographen Karl Andree (1808–1875) in Braunschweig herausgegebenen Zeitschrift Globus. Illustrierte Zeitschrift für Länder- und Völkerkunde – die eine offen rassistische Sicht der außereuropäischen Völker vertrat – werden die Aktivitäten des Pariser Gelehrtenkreises 1864 begeistert besprochen (wobei die Auflösung der ethnologischen Gesellschaft im Jahr 1862 nicht erwähnt wurde):

„[18] Die pariser ethnologische Gesellschaft erhält aus allen Erdtheilen Berichte und Mittheilungen. Um die Forschungen zu erleichtern und Methode in dieselben zu bringen, den Reisenden und Beobachtern gleichsam einen Leitfaden an die Hand zu geben, hat sie eine Reihe von Instruktionen entworfen, die schon an sich werthvoll sind; z. B. jene für Peru, Mexiko, Brasilien, Senegambien, Frankreich und Chile; auch für Nordafrika und China hat sie dergleichen vorbereitet. Sie alle enthalten eine Uebersicht der ethnologischen Thatsachen, in soweit dieselben bis jetzt bekannt sind, und stellen die dunkeln oder ganz besonders zu beobachtenden Punkte scharf in den Vordergrund. Die Instruktion für Peru ist von Gosse, jene für Chile von Pruner-Bey, die für Frankreich von Lagneau entworfen worden. Außer den Special-Instruktionen hat die Gesellschaft auch allgemeine Instruktionen entwerfen lassen, welche gleichfalls zum Leitfaden für die Beobachtung und Forschung dienen; jene über die physischen, anatomischen und physiologischen Merkmale der verschiedenen Menschenrassen sind vollendet.
Die Denkschriften der Gesellschaft enthalten eine beträchtliche [19] Anzahl werthvoller Aufsätze (— aus denen wir nach und nach im Globus Auszüge geben werden —); wir wollen einzelne derselben anführen: Pruner-Bey über die Neger; Berchon über den Senegal; Duval über den Gabun; Berthillon über Südafrika; Dally über Abessinien; Perier über die Kabaylen und insbesondere über die blondhaarigen, welche in einem Theile des Atlas wohnen.
Perier und Pruner-Bey haben ausführlich über die alten Rassen Aegyptens gehandelt, stimmen aber in den Ergebnissen nicht überein. Champollion, Lepsius, Brugsch, Mariette u. A. haben uns von Jahrhundert zu Jahrhundert, von Dynastie zu Dynastie geführt, sie sind bis über die geschichtliche Periode hinausgegangen, haben uns aber immer noch keinen Schlüssel zur ägyptischen Ethnologie gegeben. Welches Urvolk zündete im Nilthale die Fackel höherer Gesittung an? Kam es von Süden, Norden oder Westen her? Pruner-Bey verzweifelte nicht daran, die wichtige Frage beantworten zu können; er hat 20 Jahre lang in Aegypten gelebt und ist ein Mann von sehr umfassenden Kenntnissen. Er bemühte sich zuerst, die physischen Merkmale der alten Aegypter zu bestimmen. Schon Blumenbach hatte bemerkt, daß deren Schädel wenig Uebereinstimmung zeigen […]“